# Atom-Roman

Serienlogo Eulen Kriminal Roman

Serienlogo Atom-Roman

Die Reihe Atom-Roman – Serie phantastischer Zukunftsromane war eine Reihe von österreichischen utopischen Kriminal-Heftromanen. Die Reihe lief die ersten drei Hefte lang unter dem Namen Eulen Kriminal Roman. Sie erschien im Bergheimatverlag, Graz.
| # | Autor           | Titel                   | Jahr |
| - | --------------- | ----------------------- | ---- |
| 1 | Fred Vic Forest | Die schwarze Hand       | 1951 |
| 2 | C. F. Gregg     | Kampf mit der Unterwelt | 1951 |
| 3 | Frank J. Noel   | Achtung, Atomspione     | 1951 |
| 4 | Frank J. Noel   | Froschmänner am Werk    | 1951 |
| 5 | Frank J. Noel   | Grasill, der Spürhund   | 1951 |